# Dangerously in Love (cântec)
„Dangerously in Love” un cântec R&B scris și produs de Beyoncé și Errol McCalla Jr. Piesa a fost înregistrată inițial de Destiny's Child pentru cel de-al treilea album de studio al lor, Survivor, Knowles cântând aproape în totalitate melodia. De asemenea, „Dangerously In Love” este considerată una dintre baladele sale de semnătură, în ciuda faptului că nu benieficiază de un videoclip.
Beyoncé a reînregistrat cântecul pentru primul său album de studio, intitulat tot Dangerously in Love, fiind redenumit „Dangerously In Love 2”. Cântecul i-a adus artistei un premiu Grammy la categoria „Cea mai bună interpretare R&B feminină” (în limba engleză „Best Female R&B Vocal Performance”).

## Versiuni oficiale
- „Dangerously in Love” (Destiny's Child)[1]
- „Dangerously in Love 2” (Beyoncé)[2]

## Prezența în clasamente
Versiunea interpretată de Beyoncé a intrat în clasamentele de difuzări radio în anul 2004, după ce promovare celor patru discuri single a fost încheiată. Cântecul a activat în clasamente doar cu suportul difuzărilor, discuri single promoționale nefiind lansate. „Dangerously in Love” a debutat pe locul 76 în clasamentul Billboard Hot 100 și a atins poziția cu numărul 57 două săptămâni mai târziu. Cântecul și-a păstrat poziția timp de două săptămâni consecutive, rezistând în top timp de douăzeci de săptămâni. În clasamentul Billboard Hot R&B/Hip-Hop Songs, cântecul a atins poziția cu numărul 17, devenind cel de-al șaselea cântec al artistei ce obține poziții de top 20.

## Clasamente
| Clasament (2004)                     | Poziția maximă | Referință   |
| ------------------------------------ | -------------- | ----------- |
| U.S. Billboard Hot 100               | 57             | [ 4 ] [ 5 ] |
| U.S. Billboard Hot R&B/Hip-Hop Songs | 17             | [ 5 ]       |
| Clasament (2009)                     | Poziția maximă | Referință   |
| U.S. Billboard Hot Ringtones         | 31             | [ 5 ]       |